# Cyclecars Major
Cyclecars Major war ein französischer Hersteller von Automobilen.

## Unternehmensgeschichte
Das Unternehmen aus Paris begann 1920 mit der Produktion von Automobilen. Der Markenname lautete Major. 1921 oder 1923 endete die Produktion. 1932 wurden erneut Prototypen auf dem Pariser Automobilsalon präsentiert, der aber nicht in Serienproduktion ging.

## Fahrzeuge
Das erste Modell war ein Cyclecar und entstand nach einer Lizenz von Violet-Bogey. Für den Antrieb sorgte ein Zweizylinder-Zweitaktmotor mit 1058 cm³ oder 1085 cm³ Hubraum. Die Fahrzeuge wurden auch im Rennsport eingesetzt.
Das Modell 3 CV von 1932 wurde von Marcel Violet entworfen. Ein Einzylindermotor mit 540 cm³ oder 592 cm³ Hubraum trieb das Fahrzeug an. Von diesem Modell wurden zwei Fahrgestelle in unterschiedlichen Längen sowie ein Coupé und ein Cabriolet ausgestellt.